# Theridion sulawesiense
Theridion sulawesiense là một loài nhện trong họ Theridiidae.
Loài này thuộc chi Theridion. Theridion sulawesiense được Yuri M. Marusik & Penney miêu tả năm 2005.